# Enric Majó i Miró
Enric Majó i Miró (Rubí, 22 de març de 1945) és un actor català.

## Biografia
Actor eminentment teatral que ha desenvolupat gairebé tota la seva carrera a Catalunya, va debutar sobre l'escenari amb tan sols vint anys, el 1965, a l'obra Després de la caiguda, d'Arthur Miller, amb direcció d'Adolfo Marsillach.
Cinc anys més tard s'estrenava a Madrid amb la Companyia de Núria Espert, amb l'obra Yerma, de Federico García Lorca. En les dues dècades següents compaginà teatre amb algunes incursions a televisió, especialment per al circuit català de TVE. Entre les escasses emissions per a tot Espanya en les que va participar, són mencionables sengles muntatges per a l'espai Estudio 1 on va protagonitzar: Hàmlet (1979), La Dama de les Camèlies (1978), al costat de Núria Espert i Terra Baixa (1981), amb la Carme Elias i la Carme Sansa.
Una notable excepció va ser Goya (1985), ja que es va emetre a tot Espanya, amb gran èxit d'audiència, i va ser reemesa posteriorment. Aquesta sèrie recreava la vida del pintor Francisco de Goya, encarnat per Majó, amb un extens repartiment: José Bódalo, Marisa Paredes, Verónica Forqué, Raf Vallone…
Des dels anys 1990 ha tingut una presència més contínua a la pantalla petita, concretament en la cadena catalana TV3, on ha intervingut a les sèries Nissaga de poder (1996-1998), Nissaga l'herència (1999) i Majoria absoluta (2003-2004).
Pel que fa al seu pas pel cinema, ha intervingut en mitja dotzena de pel·lícules, destacant L'ocell de la felicitat (1993), de Pilar Miró.
Va mantenir una relació sentimental amb l'escriptor Terenci Moix durant 14 anys. El 2015 va signar un manifest de suport a Barcelona en Comú.

## Teatre

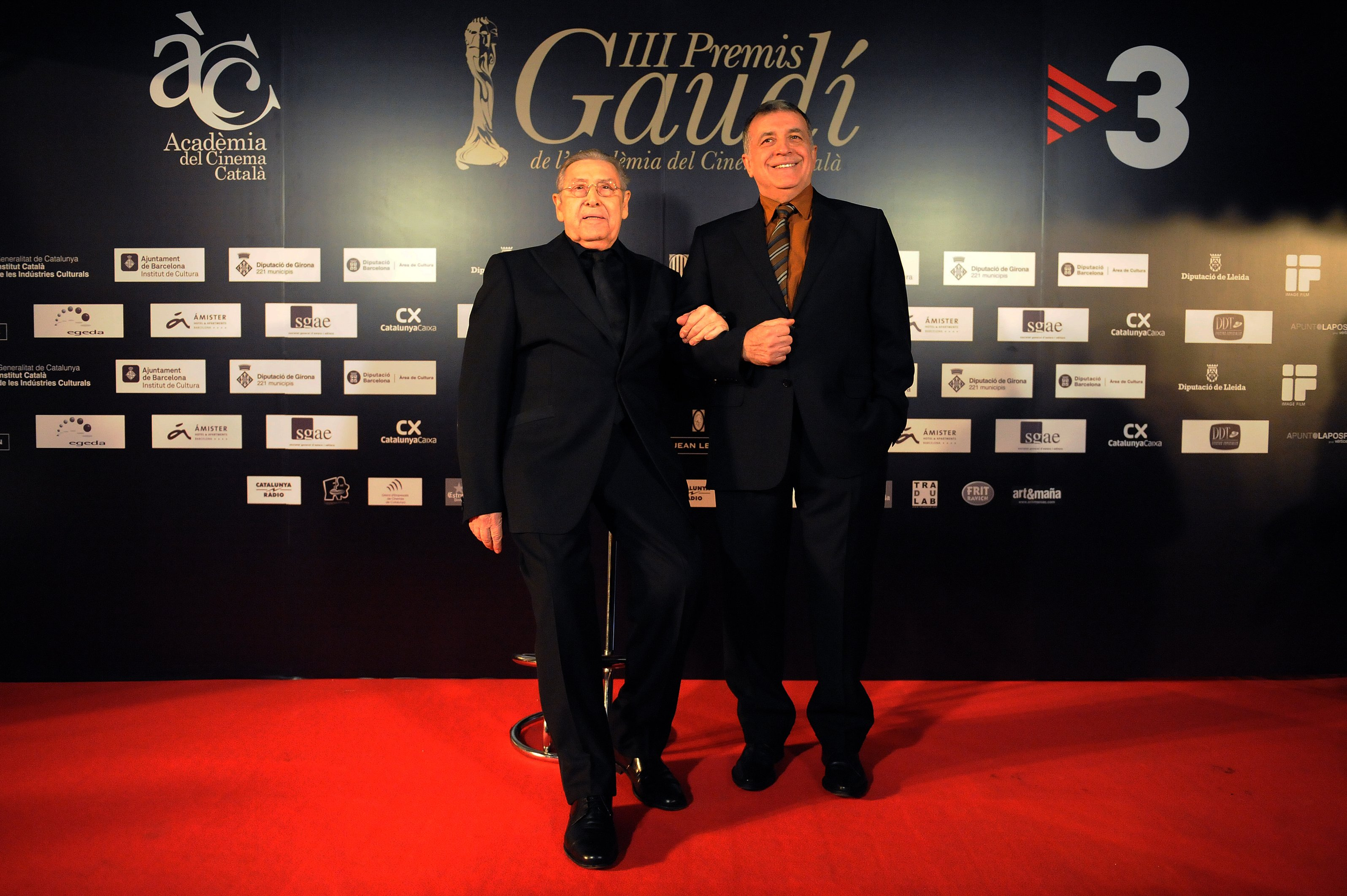
Jordi Dauder i Enric Majó (dreta) a la gala dels premis Gaudi 2011

- A la jungla de les ciutats, de Bertolt Brecht; dirigit per Ricard Salvat.
- Farsa y licencia de la Reina Castiza, de Valle-Inclán; dirigit per Enric Flores.
- El triomf de l'amor, de Pierre de Marivaux; dirigit per Carme Portaceli.
- Cançó de la terra, de Verdaguer/Subirachs, dirigit per Lluís Solà.
- El cap del drac, de Valle-Inclán; dirigit per Alfons Flores.
- Les paraules de l'ànima, de Ramon Llull; dirigit per Xavier Albertí, i El mercader de Venècia, de William Shakespeare; dirigit per Sergi Belbel, ambdues per al Centre Dramàtic de la Generalitat de Catalunya.
- La gateta i el mussol, de Bill Manhoff; dirigit per Ricard Reguant.
- Una visita inoportuna, de Copi; dirigit per Jorge Lavelli.
- Joc de dos, de Dario Fo i Franca Rame; dirigit per Enric Flores.
- Ondina, de Jean Giraudoux; dirigit per Santi Sans.
- Terra Baixa, d'Àngel Guimerà; dirigit per Josep Montanyès i Josep Maria de Sagarra.
- Lucrecia Borja, de Maria Aurèlia Capmany i Èdip Rei, de Sòfocles; dirigides per Josep Anton Codina.
- Quan la ràdio Parlava de Franco, de Josep Maria Benet i Jornet i Terenci Moix; dirigit per Joan Ollé.
- La Cacatua verda, d'Arthur Schnitzler; dirigit per Pere Planella per al Teatre Lliure.
- El bon Samaritan, de Juanjo Abellán; dirigit per Lluís Pasqual, Pere Planella i Favio Puigserver.
- Tartan dels micos contra l'estreta de l'Eixample, escrita i dirigida per Terenci Moix.
- El retaule del flautista, de Jordi Teixidor; dirigit per Feliu Formosa.
- Un home és un home, de Bertolt Brecht.
- Mort de dama de Llorenç Villalonga i Ronda de Mort a Sinera, dirigides per Ricard Salvat.
- Marat Sade, de Peter Weiss; dirigit per Adolfo Marsillach.